# 舊金山輕軌E線
舊金山輕軌E線，又稱E內河碼頭路線（英語：E Embarcadero）為美國加州舊金山交通營運單位舊金山城市鐵路的第二條旧式有轨电车路線。最早是於2008年當星期日於內河碼頭有舉辦街道活動時提供服務。這條路線於2015年8月1日正式開通。
2020年3月起，E線因2019冠狀病毒病疫情無限期暫停運行，截止2024年依然未確定何時恢復運行。